# Kyrylivka (consejo de la aldea Kuialnyk)
Kirillovka  (ucraniano: Кирилівка) es una localidad del Raión de Podilsk en el Óblast de Odesa de Ucrania. Según el censo de 2001, tiene una población de 8 habitantes.